# Остерија дела Понтика (Болоња)
Остерија дела Понтика (итал. Osteria della Pontica) је насеље у Италији у округу Болоња, региону Емилија-Ромања.
Према процени из 2011. у насељу је живело 31 становника. Насеље се налази на надморској висини од 16 м.